# Corynesporina
Corynesporina — рід грибів. Назва вперше опублікована 1994 року.

## Класифікація
До роду Corynesporina відносять 2 види:
- Corynesporina elegans
- Corynesporina elegans